# Бург Штаргард
Бург Штаргард (њем. Burg Stargard) град је у њемачкој савезној држави Мекленбург-Западна Померанија. Једно је од 53 општинска средишта округа Мекленбург-Штрелиц. Према процјени из 2010. у граду је живјело 5.029 становника. Посједује регионалну шифру (AGS) 13055009.

## Географски и демографски подаци
Бург Штаргард се налази у савезној држави Мекленбург-Западна Померанија у округу Мекленбург-Штрелиц. Град се налази на надморској висини од 50 метара. Површина општине износи 61,7 km². У самом граду је, према процјени из 2010. године, живјело 5.029 становника. Просјечна густина становништва износи 82 становника/km².